# Награде Сателит
Награда Сателит (енгл. Satellite Award) признање је које једном годишње додељује „Међународна новинарска академија“ (енгл. International Press Academy). Ова организација, основана 1996, окупља новинаре из области индустрије забаве, са фокусом на филм, телевизију, радио и нове медије.

## Филмске награде
- Награда Сателит за најбољи филм
- Награда Сателит за најбољи страни филм
- Награда Сателит за најбољи анимирани филм
- Награда Сателит за најбољи документарни филм
- Награда Сателит за најбољег глумца у главној улози
- Награда Сателит за најбољу глумицу у главној улози
- Награда Сателит за најбољег глумца у споредној улози
- Награда Сателит за најбољу глумицу у споредној улози
- Награда Сателит за најбољу глумачку поставу (филм)
- Награда Сателит за најбољег режисера
- Награда Сателит за најбољи адаптирани сценарио
- Награда Сателит за најбољи оригинални сценарио
- Награда Сателит за најбољу оригиналну музику
- Награда Сателит за најбољу оригиналну песму
- Награда Сателит за најбољу фотографију
- Награда Сателит за најбољу сценографију
- Награда Сателит за најбољу костимографију
- Награда Сателит за најбоље визуелне ефекте
- Награда Сателит за најбољу монтажу
- Награда Сателит за најбољи звук

## Телевизијске награде
- Награда Сателит за најбољу ТВ серију (драма)
- Награда Сателит за најбољу ТВ серију (мјузикл или комедија)
- Награда Сателит за најбољу мини-серију
- Награда Сателит за најбољи ТВ филм
- Награда Сателит за најбољу мини-серију или ТВ филм
- Награда Сателит за најбољег глумца у ТВ серији (драма)
- Награда Сателит за најбољу глумицу у ТВ серији (драма)
- Награда Сателит за најбољег глумца у ТВ серији (мјузикл или комедија)
- Награда Сателит за најбољу глумицу у ТВ серији (мјузикл или комедија)
- Награда Сателит за најбољег глумца у мини-серији или ТВ филму
- Награда Сателит за најбољу глумицу у мини-серији или ТВ филму
- Награда Сателит за најбољег споредног глумица у ТВ серији
- Награда Сателит за најбољу споредну глумицу у ТВ серији
- Награда Сателит за најбољу споредну глумицу у ТВ серији
- Награда Сателит за најбољу глумачку поставу (телевизија)